# Scheuren
Scheuren é uma comuna da Suíça, situada no distrito administrativo de Bienna, no cantão de Berna. Tem 2,1 km² de área e sua população em 2018 foi estimada em 448 habitantes.